# Pánov
Pánov (německy Panow) je malá vesnice, část města Velká Bíteš v okrese Žďár nad Sázavou. Nachází se asi 5,5 km na severovýchod od Velké Bíteše. V roce 2009 zde bylo evidováno 17 adres. V roce 2001 zde trvale žilo 15 obyvatel.
Pánov je také název katastrálního území o rozloze 1,98 km2.